# 18e étape du Tour de France 2013
Pour un article plus général, voir Tour de France 2013.
La 18e étape du Tour de France 2013 s'est déroulée le jeudi 18 juillet 2013. Elle part de Gap et arrive à L'Alpe d'Huez.

## Parcours
Cette étape des Alpes, une classique de l'histoire du Tour de France, voit une première avec deux passages à l'Alpe d'Huez. Au départ de Gap, le parcours traverse les Hautes-Alpes et l'Isère. En plus du double passage, Hors catégorie, de l'Alpe d'Huez, il passe par le col de Manse (dans le sens opposé à celui de la 16e étape), celui d'Ornon (1 371 m) et celui de Sarenne, tous les trois de deuxième catégorie, ainsi que par la rampe du Motty, de troisième catégorie.
Si les deux ascensions hors catégorie sont des étapes clé du Tour 2013, il ne faut pas non plus négliger les descentes. Celle du col de Sarenne, qui amène les coureurs à nouveau au pied de l'Alpe d'Huez, est particulièrement délicate, sur une route étroite et sinueuse.

### Controverses concernant le passage au col de Sarenne
Le parcours de cette étape a été sujet à controverse : le passage du Tour par le col de Sarenne a provoqué la vive réaction d'habitants écologistes critiquant le passage à proximité d'une zone soumise à un arrêté préfectoral de protection de biotope et la menace potentielle sur l'habitat naturel d'un passage d'une épreuve aussi grande que le Tour de France.
Les opposants au passage du Tour au col de Sarenne ont lancé une pétition à destination d'Amaury Sports Organisation, recueillant 12 000 signatures, et un itinéraire alternatif où la première montée ne serait faite que jusqu'au village d'Huez, où les coureurs tourneraient à gauche pour redescendre via Villard-Reculas, avant de faire la deuxième montée intégralement jusqu'à l'Alpe d'Huez.
De plus, la dangerosité de la descente du col de Sarenne (état de la route, étroitesse, précipices) a aussi été un des arguments en faveur des écologistes pour empêcher le passage du tour par le col : certains coureurs comme Tony Martin ayant également souligné la dangerosité de la descente durant le Critérium du Dauphiné, qui empruntait aussi le col à des fins de reconnaissance pour le Tour. Les organisateurs avaient prévu à la base une réfection complète de la route pour sécuriser la descente, qui sera finalement empêchée par les locaux arguant que le col de Sarenne ne doit pas devenir une voie d'accès majeure et rester une route pastorale pour préserver le caractère naturel du site.
Malgré les protestations et les oppositions, le parcours fut maintenu tel quel, avec cependant des aménagements spéciaux : la caravane du Tour dut s'arrêter au premier passage à l'Alpe d'Huez et des aménagements spéciaux furent établis dans la zone du col pour limiter au maximum l'impact écologique (interdiction des camping-cars, réduction du bruit et de la vitesse, panneaux d'avertissement concernant le caractère naturel du site…).

## Déroulement de la course
Christophe Riblon fait partie d'une échappée de neuf coureurs qui franchit le col d'Ornon avec 8 min 15 d'avance sur le peloton. Il est lâché par Tejay van Garderen dans la première montée de l'Alpe d'Huez, mais Moreno Moser le ramène sur l'Américain. Le trio passe le col de Sarenne avec 8 min 20 d'avance sur le groupe maillot jaune. Dans la descente, Van Garderen est distancé à cause d'un ennui mécanique, mais le trio se reforme juste avant la deuxième montée de l'Alpe d'Huez. Moser puis Riblon sont lâchés par van Garderen, qui devance Riblon de 40 secondes à six kilomètres de l'arrivée. Riblon dira lui-même, juste après l'étape : « à cinq kilomètres, je n'y croyais plus pour la gagne », mais il réussit à combler son retard, alors que l'Américain est en difficulté. Riblon dépasse Tejay van Garderen sous la banderole des deux kilomètres et se détache immédiatement pour remporter l'étape. C'est la seule victoire française sur le 100e Tour de France, et elle comble l'équipe AG2R au lendemain de l'abandon sur chute de son leader Jean-Christophe Péraud. 
Derrière, Nairo Quintana laisse Christopher Froome, victime d'hypoglycémie. Celui-ci, malgré l'interdiction de se ravitailler dans la dernière ascension, demande à son coéquipier Richie Porte de lui ramener une barre de céréales. Les deux coureurs seront pénalisés de 20 secondes au classement général, mais Froome a relégué tous ses adversaires à plus de cinq minutes. La sanction a suscité une polémique, certains la trouvant trop légère  alors que Froome récidivait (il avait déjà ravitaillé dans les 20 derniers kilomètres lors de l'étape du Ventoux).

## Résultats

### Classement de l'étape
| Classement de la 18e étape | Classement de la 18e étape | Classement de la 18e étape | Classement de la 18e étape | Classement de la 18e étape |
|                            | Coureur                    | Pays                       | Équipe                     | Temps                      |
| -------------------------- | -------------------------- | -------------------------- | -------------------------- | -------------------------- |
| 1er                        | Christophe Riblon          | France                     | AG2R La Mondiale           | en 4 h 51 min 32 s         |
| 2e                         | Tejay van Garderen         | États-Unis                 | BMC Racing                 | + 59 s                     |
| 3e                         | Moreno Moser               | Italie                     | Cannondale                 | + 1 min 27 s               |
| 4e                         | Nairo Quintana             | Colombie                   | Movistar                   | + 2 min 12 s               |
| 5e                         | Joaquim Rodríguez          | Espagne                    | Katusha                    | + 2 min 15 s               |
| 6e                         | Richie Porte               | Australie                  | Sky                        | + 3 min 18 s               |
| 7e                         | Christopher Froome         | Royaume-Uni                | Sky                        | + 3 min 18 s               |
| 8e                         | Alejandro Valverde         | Espagne                    | Movistar                   | + 3 min 22 s               |
| 9e                         | Mikel Nieve                | Espagne                    | Euskaltel Euskadi          | + 4 min 15 s               |
| 10e                        | Jakob Fuglsang             | Danemark                   | Astana                     | + 4 min 15 s               |
| modifier                   |                            |                            |                            |                            |

### Points attribués
| Sprint intermédiaire du Bourg-d'Oisans (km 108) | Sprint intermédiaire du Bourg-d'Oisans (km 108) | Sprint intermédiaire du Bourg-d'Oisans (km 108) | Sprint intermédiaire du Bourg-d'Oisans (km 108) | Sprint intermédiaire du Bourg-d'Oisans (km 108) |
| ----------------------------------------------- | ----------------------------------------------- | ----------------------------------------------- | ----------------------------------------------- | ----------------------------------------------- |
|                                                 | Coureur                                         | Pays                                            | Équipe                                          | Point(s)                                        |
| 1er                                             | Lars Boom                                       | Pays-Bas                                        | Belkin                                          | 20                                              |
| 2e                                              | Sylvain Chavanel                                | France                                          | Omega Pharma-Quick Step                         | 17                                              |
| 3e                                              | Christophe Riblon                               | France                                          | AG2R La Mondiale                                | 15                                              |
| 4e                                              | Moreno Moser                                    | Italie                                          | Cannondale                                      | 13                                              |
| 5e                                              | Tejay van Garderen                              | États-Unis                                      | BMC Racing                                      | 11                                              |
| 6e                                              | Thomas Danielson                                | États-Unis                                      | Garmin-Sharp                                    | 10                                              |
| 7e                                              | Jens Voigt                                      | Allemagne                                       | Radioshack-Leopard                              | 9                                               |
| 8e                                              | Andrey Amador                                   | Costa Rica                                      | Movistar                                        | 8                                               |
| 9e                                              | Arnold Jeannesson                               | France                                          | FDJ.fr                                          | 7                                               |
| 10e                                             | Sérgio Paulinho                                 | Portugal                                        | Saxo-Tinkoff                                    | 6                                               |
| 11e                                             | Nicolas Roche                                   | Irlande                                         | Saxo-Tinkoff                                    | 5                                               |
| 12e                                             | André Greipel                                   | Allemagne                                       | Lotto-Belisol                                   | 4                                               |
| 13e                                             | Peter Sagan                                     | Slovaquie                                       | Cannondale                                      | 3                                               |
| 14e                                             | Fabio Sabatini                                  | Italie                                          | Cannondale                                      | 2                                               |
| 15e                                             | Maciej Bodnar                                   | Pologne                                         | Cannondale                                      | 1                                               |
| modifier                                        |                                                 |                                                 |                                                 |                                                 |

| Classement de l'étape | Classement de l'étape | Classement de l'étape | Classement de l'étape | Classement de l'étape |
| --------------------- | --------------------- | --------------------- | --------------------- | --------------------- |
|                       | Coureur               | Pays                  | Équipe                | Point(s)              |
| 1er                   | Christophe Riblon     | France                | AG2R La Mondiale      | 20                    |
| 2e                    | Tejay van Garderen    | États-Unis            | BMC Racing            | 17                    |
| 3e                    | Moreno Moser          | Italie                | Cannondale            | 15                    |
| 4e                    | Nairo Quintana        | Colombie              | Movistar              | 13                    |
| 5e                    | Joaquim Rodríguez     | Espagne               | Katusha               | 11                    |
| 6e                    | Richie Porte          | Australie             | Sky                   | 10                    |
| 7e                    | Christopher Froome    | Royaume-Uni           | Sky                   | 9                     |
| 8e                    | Alejandro Valverde    | Espagne               | Movistar              | 8                     |
| 9e                    | Mikel Nieve           | Espagne               | Euskaltel Euskadi     | 7                     |
| 10e                   | Jakob Fuglsang        | Danemark              | Astana                | 6                     |
| 11e                   | Alberto Contador      | Espagne               | Saxo-Tinkoff          | 5                     |
| 12e                   | Roman Kreuziger       | Tchéquie              | Saxo-Tinkoff          | 4                     |
| 13e                   | Michael Rogers        | Australie             | Saxo-Tinkoff          | 3                     |
| 14e                   | Andrew Talansky       | États-Unis            | Garmin-Sharp          | 2                     |
| 15e                   | José Serpa            | Colombie              | Lampre-Merida         | 1                     |
| modifier              |                       |                       |                       |                       |

### Cols et côtes
| Col de Manse (km 13) 2e catégorie | Col de Manse (km 13) 2e catégorie | Col de Manse (km 13) 2e catégorie | Col de Manse (km 13) 2e catégorie | Col de Manse (km 13) 2e catégorie |
| --------------------------------- | --------------------------------- | --------------------------------- | --------------------------------- | --------------------------------- |
|                                   | Coureur                           | Pays                              | Équipe                            | Point(s)                          |
| 1er                               | Ryder Hesjedal                    | Canada                            | Garmin-Sharp                      | 5                                 |
| 2e                                | Arnold Jeannesson                 | France                            | FDJ.fr                            | 3                                 |
| 3e                                | Thomas Voeckler                   | France                            | Europcar                          | 2                                 |
| 4e                                | John Gadret                       | France                            | AG2R La Mondiale                  | 1                                 |
| modifier                          |                                   |                                   |                                   |                                   |

| Rampe du Motty (km 45) 3e catégorie | Rampe du Motty (km 45) 3e catégorie | Rampe du Motty (km 45) 3e catégorie | Rampe du Motty (km 45) 3e catégorie | Rampe du Motty (km 45) 3e catégorie |
| ----------------------------------- | ----------------------------------- | ----------------------------------- | ----------------------------------- | ----------------------------------- |
|                                     | Coureur                             | Pays                                | Équipe                              | Point(s)                            |
| 1er                                 | Thomas Danielson                    | États-Unis                          | Garmin-Sharp                        | 2                                   |
| 2e                                  | Christophe Riblon                   | France                              | AG2R La Mondiale                    | 1                                   |
| modifier                            |                                     |                                     |                                     |                                     |

| Col d'Ornon (km 95) 2e catégorie | Col d'Ornon (km 95) 2e catégorie | Col d'Ornon (km 95) 2e catégorie | Col d'Ornon (km 95) 2e catégorie | Col d'Ornon (km 95) 2e catégorie |
| -------------------------------- | -------------------------------- | -------------------------------- | -------------------------------- | -------------------------------- |
|                                  | Coureur                          | Pays                             | Équipe                           | Point(s)                         |
| 1er                              | Arnold Jeannesson                | France                           | FDJ.fr                           | 5                                |
| 2e                               | Sylvain Chavanel                 | France                           | Omega Pharma-Quick Step          | 3                                |
| 3e                               | Jens Voigt                       | Allemagne                        | RadioShack-Leopard               | 2                                |
| 4e                               | Thomas Danielson                 | États-Unis                       | Garmin-Sharp                     | 1                                |
| modifier                         |                                  |                                  |                                  |                                  |

| Alpe d'Huez - 1re passage (km 122,5) Hors catégorie | Alpe d'Huez - 1re passage (km 122,5) Hors catégorie | Alpe d'Huez - 1re passage (km 122,5) Hors catégorie | Alpe d'Huez - 1re passage (km 122,5) Hors catégorie | Alpe d'Huez - 1re passage (km 122,5) Hors catégorie |
| --------------------------------------------------- | --------------------------------------------------- | --------------------------------------------------- | --------------------------------------------------- | --------------------------------------------------- |
|                                                     | Coureur                                             | Pays                                                | Équipe                                              | Point(s)                                            |
| 1er                                                 | Moreno Moser                                        | Italie                                              | Cannondale                                          | 25                                                  |
| 2e                                                  | Christophe Riblon                                   | France                                              | AG2R La Mondiale                                    | 20                                                  |
| 3e                                                  | Tejay van Garderen                                  | États-Unis                                          | BMC Racing                                          | 16                                                  |
| 4e                                                  | Jens Voigt                                          | Allemagne                                           | RadioShack-Leopard                                  | 14                                                  |
| 5e                                                  | Thomas Danielson                                    | États-Unis                                          | Garmin-Sharp                                        | 12                                                  |
| 6e                                                  | Arnold Jeannesson                                   | France                                              | FDJ.fr                                              | 10                                                  |
| 7e                                                  | Lars Boom                                           | Pays-Bas                                            | Belkin                                              | 8                                                   |
| 8e                                                  | Andrey Amador                                       | Costa Rica                                          | Movistar                                            | 6                                                   |
| 9e                                                  | Sylvain Chavanel                                    | France                                              | Omega Pharma-Quick Step                             | 4                                                   |
| 10e                                                 | Mikel Nieve                                         | Espagne                                             | Euskaltel Euskadi                                   | 2                                                   |
| modifier                                            |                                                     |                                                     |                                                     |                                                     |

| Col de Sarenne (km 131,5) 2e catégorie | Col de Sarenne (km 131,5) 2e catégorie | Col de Sarenne (km 131,5) 2e catégorie | Col de Sarenne (km 131,5) 2e catégorie | Col de Sarenne (km 131,5) 2e catégorie |
| -------------------------------------- | -------------------------------------- | -------------------------------------- | -------------------------------------- | -------------------------------------- |
|                                        | Coureur                                | Pays                                   | Équipe                                 | Point(s)                               |
| 1er                                    | Tejay van Garderen                     | États-Unis                             | BMC Racing                             | 5                                      |
| 2e                                     | Christophe Riblon                      | France                                 | AG2R La Mondiale                       | 3                                      |
| 3e                                     | Jens Voigt                             | Allemagne                              | RadioShack-Leopard                     | 2                                      |
| 4e                                     | Moreno Moser                           | Italie                                 | Cannondale                             | 1                                      |
| modifier                               |                                        |                                        |                                        |                                        |

| Alpe d'Huez - Arrivée (km 172,5) Hors catégorie | Alpe d'Huez - Arrivée (km 172,5) Hors catégorie | Alpe d'Huez - Arrivée (km 172,5) Hors catégorie | Alpe d'Huez - Arrivée (km 172,5) Hors catégorie | Alpe d'Huez - Arrivée (km 172,5) Hors catégorie |
| ----------------------------------------------- | ----------------------------------------------- | ----------------------------------------------- | ----------------------------------------------- | ----------------------------------------------- |
|                                                 | Coureur                                         | Pays                                            | Équipe                                          | Point(s)                                        |
| 1er                                             | Christophe Riblon                               | France                                          | AG2R La Mondiale                                | 50                                              |
| 2e                                              | Tejay van Garderen                              | États-Unis                                      | BMC Racing                                      | 40                                              |
| 3e                                              | Moreno Moser                                    | Italie                                          | Cannondale                                      | 32                                              |
| 4e                                              | Nairo Quintana                                  | Colombie                                        | Movistar                                        | 28                                              |
| 5e                                              | Joaquim Rodríguez                               | Espagne                                         | Katusha                                         | 24                                              |
| 6e                                              | Richie Porte                                    | Australie                                       | Sky                                             | 20                                              |
| 7e                                              | Christopher Froome                              | Royaume-Uni                                     | Sky                                             | 16                                              |
| 8e                                              | Alejandro Valverde                              | Espagne                                         | Movistar                                        | 12                                              |
| 9e                                              | Mikel Nieve                                     | Espagne                                         | Euskaltel Euskadi                               | 8                                               |
| 10e                                             | Jakob Fuglsang                                  | Danemark                                        | Astana                                          | 4                                               |
| modifier                                        |                                                 |                                                 |                                                 |                                                 |

## Classements à l'issue de l'étape

### Classement général
| Classement général | Classement général | Classement général | Classement général      | Classement général |
|                    | Coureur            | Pays               | Équipe                  | Temps              |
| ------------------ | ------------------ | ------------------ | ----------------------- | ------------------ |
| 1er                | Christopher Froome | Royaume-Uni        | Sky                     | en 71 h 2 min 19 s |
| 2e                 | Alberto Contador   | Espagne            | Saxo-Tinkoff            | + 5 min 11 s       |
| 3e                 | Nairo Quintana     | Colombie           | Movistar                | + 5 min 32 s       |
| 4e                 | Roman Kreuziger    | Tchéquie           | Saxo-Tinkoff            | + 5 min 44 s       |
| 5e                 | Joaquim Rodríguez  | Espagne            | Katusha                 | + 5 min 58 s       |
| 6e                 | Bauke Mollema      | Pays-Bas           | Belkin                  | + 8 min 58 s       |
| 7e                 | Jakob Fuglsang     | Danemark           | Astana                  | + 9 min 23 s       |
| 8e                 | Michael Rogers     | Australie          | Saxo-Tinkoff            | + 14 min 26 s      |
| 9e                 | Michał Kwiatkowski | Pologne            | Omega Pharma-Quick Step | + 14 min 38 s      |
| 10e                | Laurens ten Dam    | Pays-Bas           | Belkin                  | + 14 min 39 s      |
| modifier           |                    |                    |                         |                    |

### Classement par points
| Classement par points | Classement par points | Classement par points | Classement par points   | Classement par points |
| --------------------- | --------------------- | --------------------- | ----------------------- | --------------------- |
|                       | Coureur               | Pays                  | Équipe                  | Point(s)              |
| 1er                   | Peter Sagan           | Slovaquie             | Cannondale              | 380 points            |
| 2e                    | Mark Cavendish        | Royaume-Uni           | Omega Pharma-Quick Step | 278 pts               |
| 3e                    | André Greipel         | Allemagne             | Lotto-Belisol           | 227 pts               |
| modifier              |                       |                       |                         |                       |

### Classement du meilleur grimpeur
| Classement du meilleur grimpeur | Classement du meilleur grimpeur | Classement du meilleur grimpeur | Classement du meilleur grimpeur | Classement du meilleur grimpeur |
| ------------------------------- | ------------------------------- | ------------------------------- | ------------------------------- | ------------------------------- |
|                                 | Coureur                         | Pays                            | Équipe                          | Point(s)                        |
| 1er                             | Christopher Froome              | Royaume-Uni                     | Sky                             | 104 points                      |
| 2e                              | Nairo Quintana                  | Colombie                        | Movistar                        | 97 pts                          |
| 3e                              | Christophe Riblon               | France                          | AG2R La Mondiale                | 77 pts                          |
| modifier                        |                                 |                                 |                                 |                                 |

### Classement du meilleur jeune
| Classement général du meilleur jeune | Classement général du meilleur jeune | Classement général du meilleur jeune | Classement général du meilleur jeune | Classement général du meilleur jeune |
|                                      | Coureur                              | Pays                                 | Équipe                               | Temps                                |
| ------------------------------------ | ------------------------------------ | ------------------------------------ | ------------------------------------ | ------------------------------------ |
| 1er                                  | Nairo Quintana                       | Colombie                             | Movistar                             | en 71 h 7 min 51 s                   |
| 2e                                   | Michał Kwiatkowski                   | Pologne                              | Omega Pharma-Quick Step              | + 9 min 6 s                          |
| 3e                                   | Andrew Talansky                      | États-Unis                           | Garmin-Sharp                         | + 10 min 52 s                        |
| modifier                             |                                      |                                      |                                      |                                      |

### Classement par équipes
| Classement par équipes | Classement par équipes | Classement par équipes | Classement par équipes |
|                        | Équipe                 | Pays                   | Temps                  |
| ---------------------- | ---------------------- | ---------------------- | ---------------------- |
| 1re                    | Saxo-Tinkoff           | Danemark               | en 212 h 29 min 26 s   |
| 2e                     | AG2R La Mondiale       | France                 | + 6 min 5 s            |
| 3e                     | RadioShack-Leopard     | Luxembourg             | + 12 min 29 s          |
| modifier               |                        |                        |                        |

## Abandons
- William Bonnet (FDJ.fr) : abandon
- Alexey Lutsenko (Astana) : abandon